# Lukács László (sportújságíró)
Lukács László (Budapest, Terézváros, 1914. november 15. – Budapest, 1991. szeptember 16.) magyar sportújságíró.

## Életpályája
Lukács Arnold (1888–1917) mechanikus és Róna Róza (1885–1968) fiaként született neológ zsidó családban. Apja az első világháborúban postatisztként szolgált, egy bukaresti kórházban hunyt el hastífusz következtében.
Tagja volt a Sporthírlap, a Szabad Nép, a Szabad Ifjúság és az Esti Hírlap szerkesztőségének. 1959-től a Népszabadság sportrovatát vezette. 1956-tól képviselte a magyar sajtót az Aranylabda döntő, Európa legjobb labdarúgóját évente megválasztó 24 különböző nemzetiségű újságírója között.

## Írásai
- Az évszázad mérkőzése 6:3. Szepesi György, Lukács László elmondja a londoni győzelem történetét; Ifjúsági, Budapest, 1953
- 25 sportoló elmondja...; szerk. Szepesi György, Lukács László; Magyarok Világszövetsége, Budapest 1954
- Szepesi György–Lukács László: Négyszemközt négy olimpiával Londontól Rómáig; Sport, Budapest, 1959
- Vető József–Lukács László: Kalandozás a sportvilágban; Móra, Budapest, 1961
- Szepesi György–Lukács László: Római riport; Móra, Budapest, 1961
- A sportvilág nagy történetei – Budapest (1962)
- Rejtő László–Lukács László–Szepesi György: Felejthetetlen 90 percek. A magyar labdarúgó-válogatott 400 mérkőzése; Sport, Budapest, 1964
- Felejthetetlen kilencven percek (A magyar labdarúgó-válogatott 477 mérkőzése, 2. javított és bővített kiadás, Rejtő Lászlóval és Szepesi Györggyel – (Budapest, 1974)
- Lukács László–Szepesi György: 100+1. A magyar olimpiai aranyérmek története. 1896-1972; Sport, Budapest, 1976
- Rejtő László–Lukács László–Szepesi György: Felejthetetlen 90 percek. A magyar labdarúgó-válogatott túl az 500. mérkőzésen; 3., javított kiadás; Sport, Budapest, 1977
- Lukács László–Szepesi György: 112. A magyar olimpiai aranyérmek története. 1896–1980; 2. bővített kiadás; Sport, Budapest, 1980
- Lukács László–Szepesi György: A magyar olimpiai aranyérmek története, 1896–1992; függelék összeáll. Gy. Papp László; 3. bővített kiadás; Sport, Budapest, 1992
- Lukács László–Szepesi György–Hegyi Iván: A magyar olimpiai bajnokok, 1896–1996; Paginarum, Budapest, 2000

## Díjai, elismerései
- Munka Érdemrend arany fokozata (1965)[5]
- Rózsa Ferenc-díj (1969)
- MOB-médiadíj (1992, posztumusz)